# Novi Bug
Novi Bug (en ucraniano: Новий Буг, romanizado: Novyi Buh) es una ciudad ucraniana perteneciente al óblast de Mikolaiv. Situada en el sur del país, forma parte del raión de Bashtanka y centro del municipio (hromada) de Novi Bug.  

## Toponimia
El nombre del lugar en ruso es también Novi Bug (en ruso: Новый Буг).

## Geografía
Novi Bug está 34 km al norte de Bashtanka, 66 km de Krivói Rig y 90 km al noreste de Mikolaiv. Cerca de Novi Bug se encuentra el Parque Regional del Río Injul. 

## Historia
La ciudad fue conocida primero como Semenivka (en ucraniano: Семенівка) hasta 1810. Sin embargo, un campesino rico llamado Pavel Triska se instaló cerca del pueblo, y con él 119 campesinos de la gobernación de Poltava. Por lo tanto, en 1810, el nuevo asentamiento se fusionó con Semenivka y recibió un nuevo nombre: Novopavlivka (en ucraniano: Новопавлівка). Finalmente, recibió su nombre definitivo de Novi Bug en 1832, formando ya parte de la gobernación de Jersón.  
En abril de 1918, durante la guerra civil rusa y la Primera Guerra Mundial, el pueblo fue ocupado por tropas alemanas, que permanecieron aquí hasta noviembre de 1918. Después del final de la guerra soviético-polaca, que duró desde 1920 hasta diciembre de 1922, Novi Bug formó parte de la RSS de Ucrania en la URSS. 
Durante la Segunda Guerra Mundial, el pueblo fue ocupado por las tropas alemanas que avanzaban el 14 de agosto de 1941. Novi Bug fue liberado por el Ejército Rojo el 8 de marzo de 1944.
En 1961, el pueblo de Novi Bug se convirtió en ciudad.
En 1989, la base de la economía local era la producción de muebles y calzado. En mayo de 1995, el Gabinete de Ministros de Ucrania aprobó la decisión de privatizar ATP-14843 ubicado en la ciudad, una cantera y maquinaria agrícola.
Hasta el 18 de julio de 2020, Novi Bug fue el centro administrativo del raión de Novi Bug. El raión se abolió en julio de 2020 como parte de la reforma administrativa de Ucrania, que redujo el número de rayones del óblast de Mikolaiv a cuatro. El área del raión de Novi Bug se fusionó con el raión de Bashtanka.

## Demografía
La evolución de la población de Novi Bug entre 1897 y 2022 fue la siguiente:
| 5500                                                          | 15 100 | 15 354 | 14 894 | 16 109 | 17 553 | 16 250 | 15 686 | 15 531 | 15 506 | 15 258 | 14 782 |
| (Fuente: Cities & Towns of Ukraine y UKRAINE: Größere Städte) |        |        |        |        |        |        |        |        |        |        |        |

Según el censo de 2001, la lengua materna de la mayoría de los habitantes, el 94,46%, es el ucraniano; del 4,37% es el ruso.

## Infraestructura

### Transportes
La carretera N-11 que va de Mikolaiv a Dnipró pasa por Novi Bug. Se encuentra a 1 km de la estación de Novi Bug en la línea de trenes Mikolaiv-Dolinska.

## Personas ilustres
- Spiridon Cherkasenko (1876-1940): escritor, dramaturgo y maestro ucraniano.
- Stepan Krizhanivski (1911-2002): poeta, traductor, erudito literario y folclorista soviético ucraniano.
- Evdokyia Zavalyi (1924-2010): militar soviética ucraniana que fue la única mujer que llegó al grado de comandante en un pelotón de Infantería de Marina durante la Segunda Guerra Mundial.